# Ermita de Sant Antoni de l'Arboç
L'Ermita de Sant Antoni Abat és una ermita de l'Arboç (Baix Penedès) inclosa a l'Inventari del Patrimoni Arquitectònic de Catalunya.

## Descripció
És d'una sola nau coberta amb embigat de fusta sobre arcs de mig punt. La façana principal presenta una portalada d'arc de mig punt, un ull i una espadanya sense campanes.

## Història
La Capella de Sant Antoni es troba al nucli agregat de la Llacuneta. Documentat des del 1023, el nucli de La Llacuneta el formen un conjunt d'unes poques masies i l'ermita de Sant Antoni Abat. D'estil popular, aquesta ermita consta d'una sola nau amb un portal adovellat de punt rodó, amb un ull de bou i una petita espadanya d'un sol ull.
El primer diumenge de maig s'hi celebra un aplec.